# اسلینکی

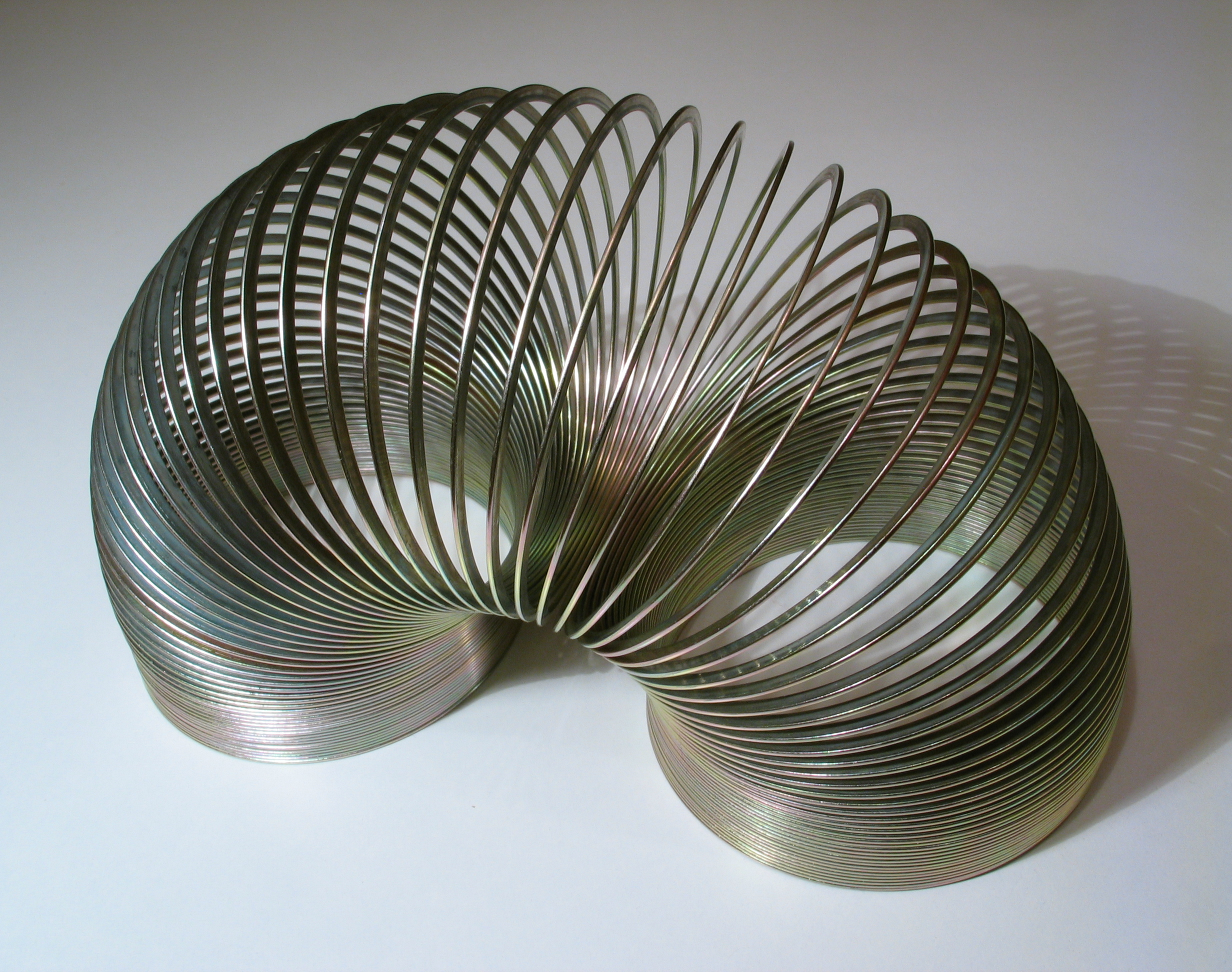
اسلینکی

اسلینکی نام یک اسباب‌بازی است که نخستین بار در سال ۱۹۴۵ میلادی توسط ریچارد جیمز (۱۹۱۸–۱۹۴۷) معرفی شد. از کارهای جالب این اسباب‌بازی این است که می‌تواند به کمک جاذبه و تکانه‌اش از پله‌ها پایین برود. ویژگی‌های جالب این شیء باعث موفقیت آن به عنوان یک اسباب‌بازی و به‌کارگیری‌اش در اسباب‌بازی‌های مختلف دیگر شده‌است.

## تاریخچه
جیمز ایدهٔ این اسباب‌بازی را در زمانی که در یک کشتی به عنوان مهندس مکانیک مشغول به کار بود با مشاهدهٔ یک پیچهٔ فلزی که حرکات جالبی داشت به دست آورد. او که به تصادفی‌نبودن این حرکت پی برده بود فنر را برای نمایش به همسرش — بتی — به خانه برد
و خیلی زود این ایده در ذهن او شکل گرفت که با ترکیب مناسبی از فولاد می‌تواند باعث شود فنر «راه برود» و سرانجام پس از یک سال موفق شد این ایده را پیاده‌سازی کند. نام اسلینکی را بتی با جستجو در واژه‌نامه برای این اسباب‌بازی برگزید که در انگلیسی به معنای «حرکت دزدکی» است. آن‌ها با سرمایهٔ قرضی ۵۰۰ دلاری، شرکتی (صنایع جیمز) برای تولید این اسباب‌بازی تأسیس و ۴۰۰ نمونه از آن را تولید کردند و با قیمت ۱ دلار به فروش رساندند که با استقبال بسیار خوبی مواجه شد و به سرعت آن را گسترش دادند. ریچارد در سن ۴۲ سالگی همسرش و کارخانه را ترک کرد و بتی مسئولیت این کارخانه را به تنهایی بر عهده گرفت. این شرکت بعدها نمونه‌های مختلفی از اسلینکی تولید کرد که از جملهٔ آن‌ها می‌توان به عینک اسلینکی و سگ اسلینکی اشاره کرد. سگ اسلینکی در سال ۱۹۵۲ معرفی شد و یکی از شخصیت‌های پویانمایی داستان اسباب‌بازی نیز یک سگ اسلینکی است؛ ولی همچنان اسلینکی ساده که جز از نظر جنس و میزان تیزبودن لبه‌هایش (برای رعایت استانداردهای نوین ایمنی کودکان) تغییر چندانی نکرده‌است، پرفروش‌ترین محصول این شرکت بوده‌است. این اسباب‌بازی در سال ۲۰۰۰ میلادی در تالار مشاهیر ملی اسباب‌بازی معرفی شد.